# نوريت هيرش
نوريت هيرش (بالعبرية: נורית הירש‏) هي موزعة وملحنة وكاتبة أغاني إسرائيلية، ولدت في 13 أغسطس 1942 في تل أبيب في إسرائيل.

## وصلات خارجية
- الموقع الرسمي
- نوريت هيرش على موقع IMDb (الإنجليزية)
- نوريت هيرش على موقع ميوزك برينز (الإنجليزية)
- نوريت هيرش على موقع ديسكوغز (الإنجليزية)